# Achias additus
Achias additus är en tvåvingeart som beskrevs av Mcalpine 1994. Achias additus ingår i släktet Achias och familjen bredmunsflugor. Inga underarter finns listade i Catalogue of Life.